# Honington, Suffolk
Honington är en by och en civil parish i distriktet West Suffolk i Storbritannien. Den ligger i grevskapet Suffolk och riksdelen England, i den sydöstra delen av landet, 110 km nordost om huvudstaden London. Orten är mest känd för RAF:s flygbas, men även som födelseort för poeten Robert Bloomfield. Orten har 1 247 invånare. Den har en kyrka.